# Una dona desfeta
Una dona desfeta (títol original en anglès Smash-Up, The Story of a Woman) és una pel·lícula estatunidenca dirigida per Stuart Heisler, estrenada el 1947.

## Argument
Angie Evans, cantant de cabarets de ràpida ascensió, interromp la seva carrera per casar-se amb el guionista Ken Conway.

## Repartiment
- Susan Hayward: Angie Conway
- Lee Bowman: Ken Conway
- Marsha Hunt: Martha Gray
- Eddie Albert: Steve Nelson
- Carl Esmond: Doctor Lorenz
- Carleton Young: Fred Elliott
- Charles D. Brown: Michael 'Mike' Dawson
- Janet Murdoch: Miss Kirk
- Sharyn Payne: Angelica Conway
- Robert Shayne: M. Gordon
- George Meeker: L'advocat Wolf